# Koinujoki
Koinujoki är ett 24 kilometer långt vattendrag i Pajala kommun, Norrbottens län. Vattendraget är ett biflöde till Narkån och har Kalixälven och huvudavrinningsområde. Koinujoki är drabbat av miljögifter och förändrade habitat genom fysisk påverkan.